# فلورنس لیک
فلورنس لیک (انگلیسی: Florence Lake، ‏ ۲۷ نوامبر ۱۹۰۴ – ۱۱ آوریل ۱۹۸۰) بازیگر و هنرمند وودویل اهل ایالات متحده آمریکا بود که در بسیاری از کمدی‌های ادگار کندی نقش اصلی زن را ایفا می‌کرد. پدر و عمویش در یک برنامهٔ سیرک به نام «سیلورلیک پرنده» حرکات آکروباتیک انجام می‌دادند و مادرش یک هنرپیشه بود.
از فیلم‌ها یا مجموعه‌های تلویزیونی که وی در آن‌ها نقش داشته‌است، می‌توان به وضعیت اضطراری!، غول کوچک، کمین، دهان‌گشاد، روز اقاقیا، دختر خیابان پنجم، مادر مجرد، اتحادیه اقیانوس آرام، دلیجان، مدرسه هنرپیشگی، فریسکو جنی، عشق، آواز یاغی و شب سال نو اشاره نمود.